# Giuseppe Crivelli (canottiere)
Giuseppe Luca Antonio Crivelli (Zara, 18 ottobre 1900 – Sondalo, 2 giugno 1950) è stato un canottiere italiano, medaglia di bronzo nella gara di otto con nel Canottaggio ai Giochi olimpici di Parigi 1924.

## Biografia
Era componente dell'armo dell'otto con vincitore della medaglia olimpica ai Giochi di Parigi 1924.

## Palmarès
| Anno | Manifestazione  | Sede   | Evento   | Risultato |
| ---- | --------------- | ------ | -------- | --------- |
| 1924 | Giochi olimpici | Parigi | Otto con | Bronzo    |